# 府中駅 (徳島県)
府中駅（こうえき）は、徳島県徳島市国府町府中にある、四国旅客鉄道（JR四国）徳島線の駅である。駅番号はB04。難読駅の一つである。

## 歴史
- 1899年（明治32年）2月16日：開業[1]。
- 1983年（昭和58年）2月1日：直営駅から業務委託駅となり、駅業務を日交観に委託する[3]。
- 1985年（昭和60年）2月1日：業務委託駅からいったん無人駅となる[4][5]。
- 1987年（昭和62年）4月1日：国鉄分割民営化に伴い、四国旅客鉄道に承継[1]。
- 1988年（昭和63年）3月1日：業務委託駅から直営駅となる[6]。
- 2010年（平成22年）9月1日：再び無人化[2][7]。

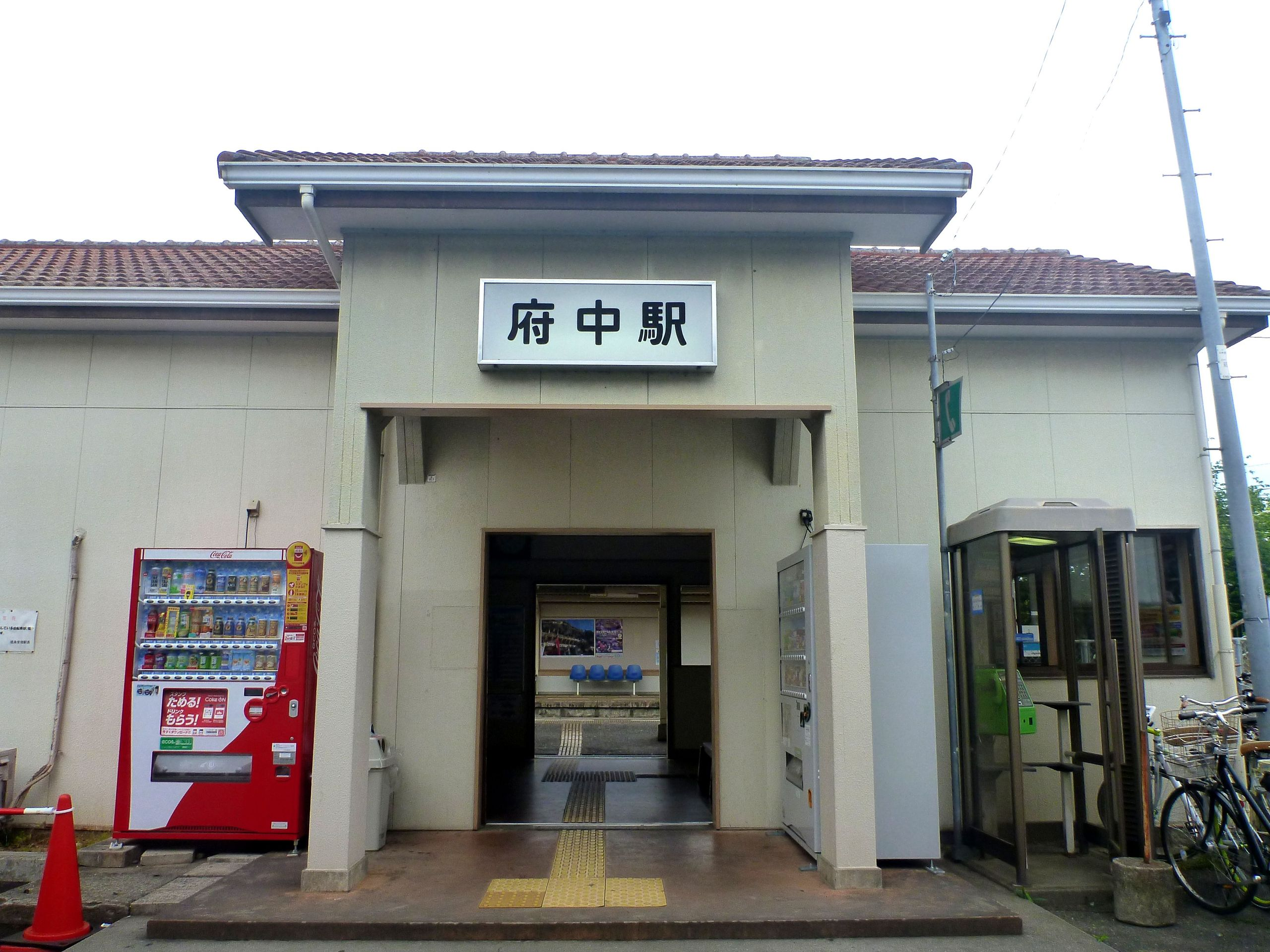
旧駅舎（2018年5月）

## 駅構造

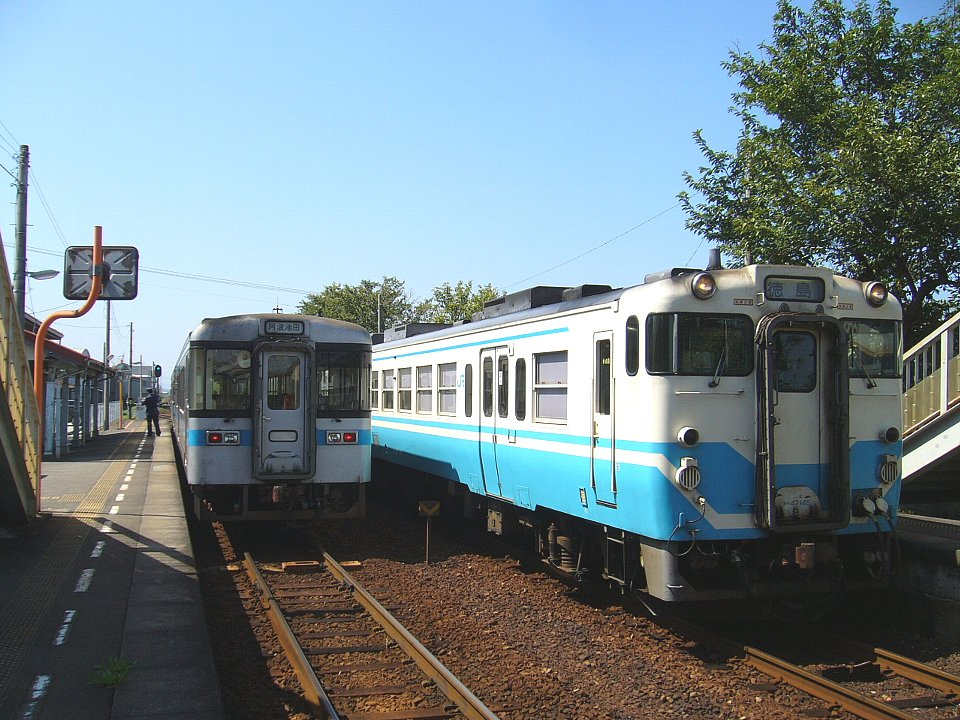
列車の交換（2006年9月、西望）

相対式ホーム2面2線を有する地上駅。互いのホームは跨線橋で連絡している。
旧駅舎の構内には男女共用の汲み取り式便所が設置されていたが、2019年に閉鎖された。開業当時から使用されていた木造駅舎は2021年に待合室のみを備えたアルミ製駅舎に建て替えられた。
かつては平日午前中のみ駅員が配置されていたが、2010年9月1日に完全な無人駅となった。自動券売機が設置されている。しかしながら、通勤通学ラッシュの時間帯には管理駅である徳島駅より係員が派遣されている日もある。

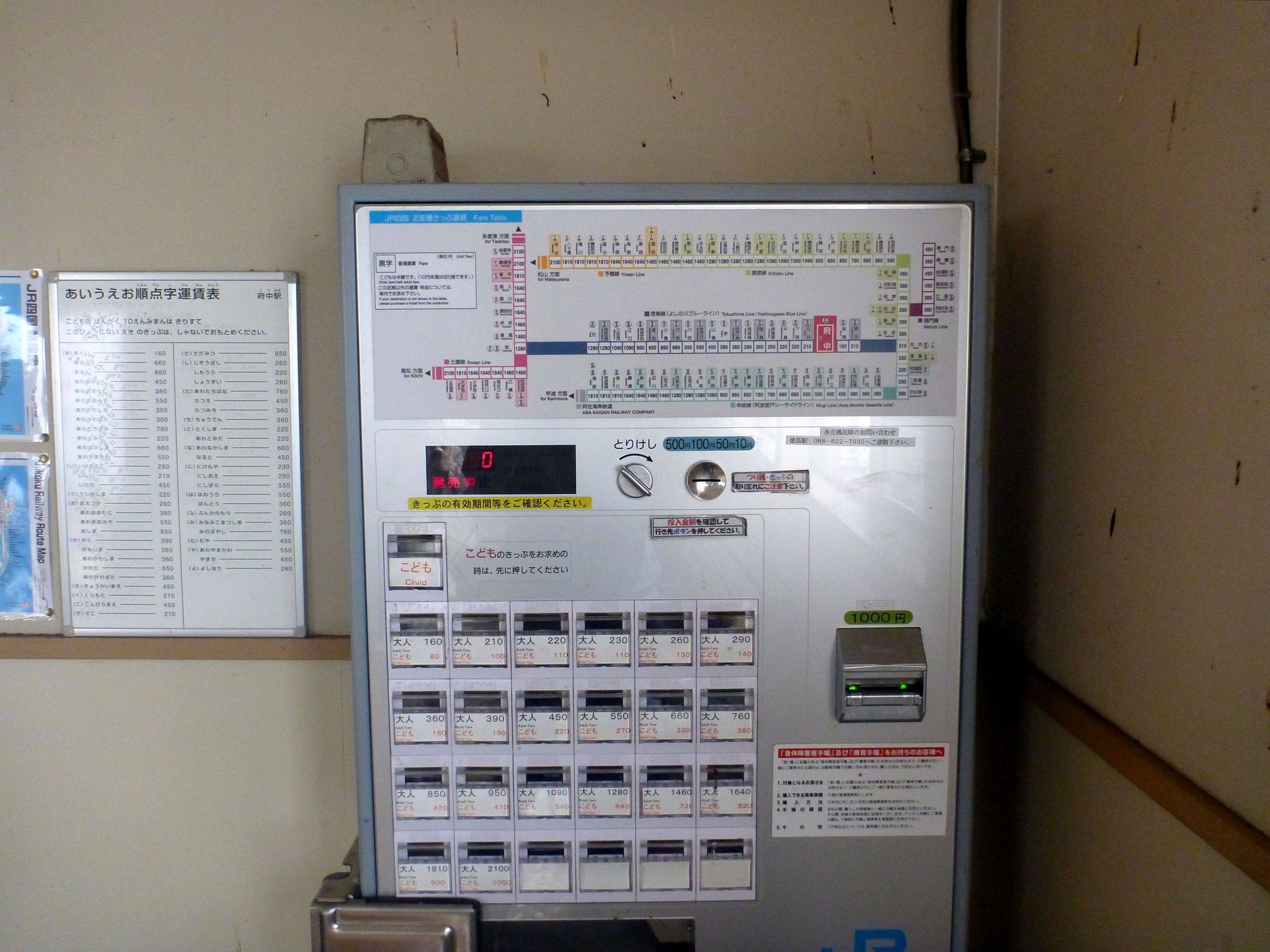
券売機（2018年5月）
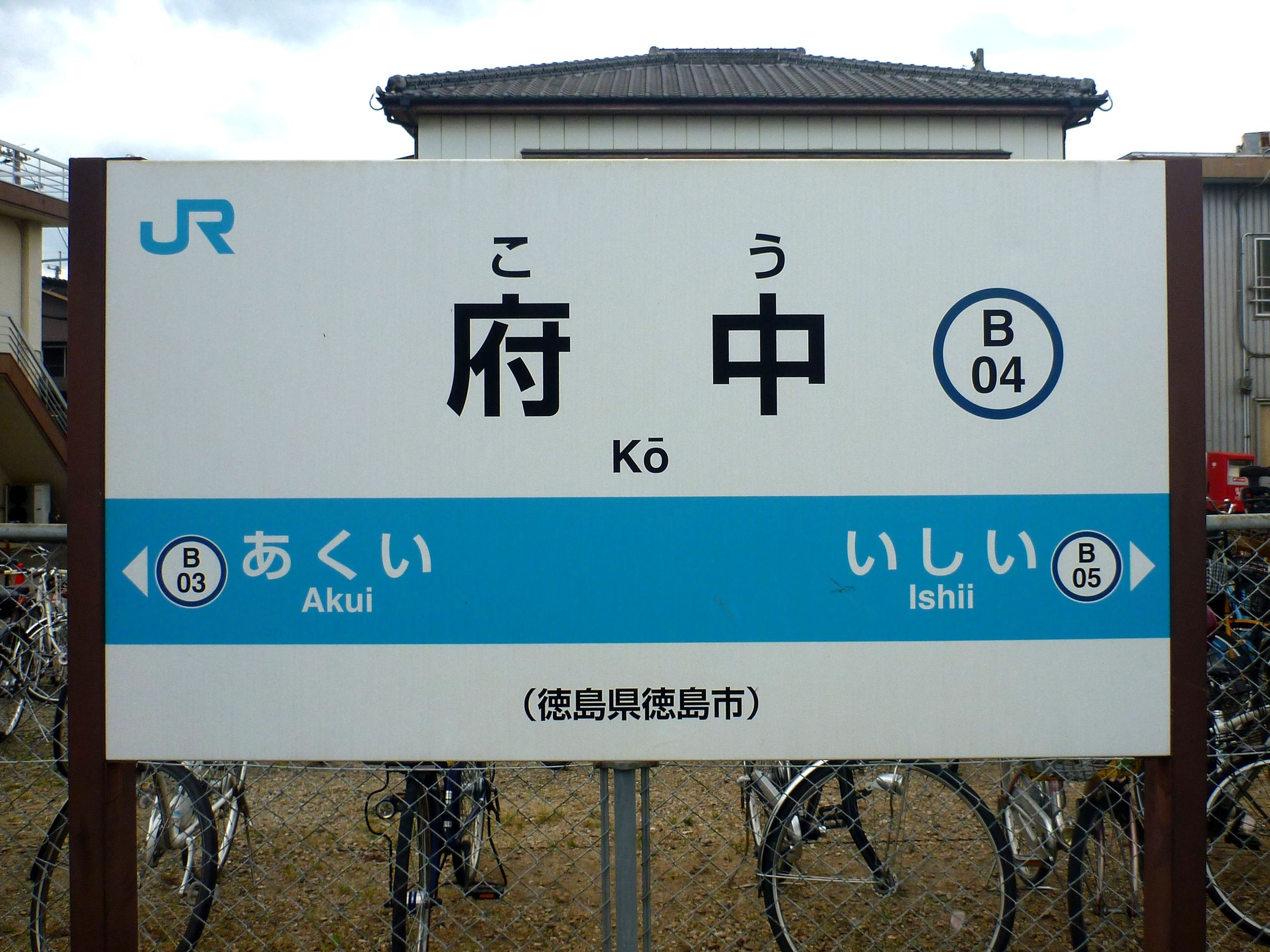
駅名標（2018年5月）

### のりば
| のりば | 路線    | 方向 | 行先               |
| ------ | ------- | ---- | ------------------ |
| 1・2   | ■徳島線 | 下り | 穴吹・阿波池田方面 |
| 1・2   | ■徳島線 | 上り | 佐古・徳島方面     |

付記事項
- 駅舎側の1番のりばが一線スルー化されていて上下本線となっている（制限速度100km/h）。
- 当駅を通過する特急はいずれも上下本線を通過するほか、停車列車も行違いがない限りは両方向とも1番のりばに停車する。

## 利用状況
1日平均乗車人員は下記の通り。
| - 567人（1995年度） - 572人（1996年度） - 580人（1997年度） - 513人（1998年度） - 477人（1999年度） - 478人（2000年度） - 468人（2001年度） - 450人（2002年度） - 459人（2003年度） - 463人（2004年度） - 466人（2005年度） - 463人（2006年度） - 475人（2007年度） - 497人（2008年度） - 462人（2009年度） - 487人（2010年度） - 496人（2011年度） - 510人（2012年度） - 534人（2013年度） - 533人（2014年度） - 540人（2015年度） - 523人（2016年度） - 523人（2017年度） - 577人（2018年度） - 584人（2019年度） - 456人（2020年度） - 452人（2021年度） |

## 駅周辺
- 徳島西郵便局
- 徳島市国府中学校
- 徳島健祥会福祉専門学校
- 四国霊場第十四番札所常楽寺
- 四国霊場第十五番札所国分寺
- 四国霊場第十六番札所観音寺
- 四国霊場第十七番札所井戸寺
- 長生堂製薬本社
- たまき青空病院
- マルナカ 国府店
- 国道192号
- 徳島県道29号徳島環状線
- 徳島県道206号西黒田中村線
- 徳島県道232号平島国府線
- 徳島バス「府中」停留所
- 徳島信用金庫 国府支店

## 隣の駅
四国旅客鉄道（JR四国）
■徳島線
■普通
鮎喰駅 (B03) - 府中駅 (B04) - 石井駅 (B05)